# Kåre Kivijärvi
Kåre Kivijärvi (23. dubna 1938, Hammerfest – 20. listopadu 1991) byl norský fotograf finského původu známý díky fotožurnalistické práci v severním Norsku.

## Životopis
Kivijärvi se narodil v rodině národa Kvenů a vždy se hlásil ke svému etnickému dědictví ve Finsku. Poté, co pracoval jako fotografický učeň v novinách Finnmark Dagblad, byl v roce 1959 přijat na Folkwangschule für Gestaltung v Essenu, Německu, kde studoval u Otty Steinerta. Poté, co sloužil v královské norské letecké síly jako letecký fotograf, přijal pozici jako zaměstnaný fotograf pro Helsingin Sanomat zpravodajský týdeník Viikkosanomat, díky kterému pracoval v Grónsku, v Sovětském svazu, Afghánistánu, Indii a Nepálu.
Kivijärviho dílo bylo vystaveno na hlavní výroční umělecké výstavě v Norsku, takzvané Podzimní výstavě (Høstutstillingen). V tomto ohledu lze říci, že v Norsku přispěl k uznání fotografie jako samostatné umělecké formy.
Fotografický styl Kivijärviho je známý svými černobílými ostrými a kontrastními snímky. Jeho fotografická esej o příznivcích luteránského hnutí Laestadianismu v severním Norsku v roce 1962 je známým příkladem tohoto stylu, stejně jako jeho zobrazení pusté krajiny a drsného klimatu.